# 庄子賢一
庄子 賢一（しょうじ けんいち、1963年〈昭和38年〉2月8日 - ）は、日本の政治家。公明党所属の衆議院議員（2期）、農林水産大臣政務官。

## 来歴
仙台市出身。仙台市立岩切中学校、仙台育英学園高等学校、東北学院大学経済学部を卒業後、1985年に広告代理店に入社。2002年に退職。
2003年、宮城県議会議員選挙（仙台市宮城野区選挙区）に公明党公認で立候補して初当選を果たす。2019年まで5期連続で当選した。
2020年9月、第49回衆議院議員総選挙における公明党の比例東北ブロック公認候補者に内定。2021年6月、宮城県議を辞職した。
2021年10月31日の第49回衆議院議員総選挙の投開票の結果、衆議院議員として初当選を果たす。
2024年10月1日に発足した第1次石破内閣で農林水産大臣政務官に任命される。同年10月27日の第50回衆議院議員総選挙で再選し、同年11月に発足した第2次石破内閣でも農林水産大臣政務官に再任された。

## 選挙歴
| 当落 | 選挙                     | 執行日         | 年齢 | 選挙区               | 政党   | 得票数    | 得票率 | 定数 | 得票順位 /候補者数 | 政党内比例順位 /政党当選者数 |
| ---- | ------------------------ | -------------- | ---- | -------------------- | ------ | --------- | ------ | ---- | ------------------ | ---------------------------- |
| 当   | 2003年宮城県議会議員選挙 | 2003年4月13日  | 40   | 仙台市宮城野区選挙区 | 公明党 | 1万3910票 | 22.09% | 4    | 1/7                | /                            |
| 当   | 2007年宮城県議会議員選挙 | 2007年4月8日   | 44   | 仙台市宮城野区選挙区 | 公明党 | 1万3188票 | 21.83% | 4    | 3/5                | /                            |
| 当   | 2011年宮城県議会議員選挙 | 2011年11月13日 | 48   | 仙台市宮城野区選挙区 | 公明党 | 1万1726票 | 26.15% | 4    | 1/6                | /                            |
| 当   | 2015年宮城県議会議員選挙 | 2015年10月25日 | 52   | 仙台市宮城野区選挙区 | 公明党 | 1万458票  | 29.03% | 4    | 2/5                | /                            |
| 当   | 2019年宮城県議会議員選挙 | 2019年4月11日  | 56   | 仙台市宮城野区選挙区 | 公明党 | 1万214票  | 24.26% | 4    | 2/5                | /                            |
| 当   | 第49回衆議院議員総選挙   | 2021年10月31日 | 58   | 比例東北ブロック     | 公明党 | ーー票    | ーー   | 13   | /                  | 1/1                          |
| 当   | 第50回衆議院議員総選挙   | 2024年10月27日 | 61   | 比例東北ブロック     | 公明党 | ーー票    | ーー   | 12   | /                  | 1/1                          |